# 창원 최윤덕 유허지
창원 최윤덕 유허지(昌原 崔潤德 遺墟址)는 대한민국 경상남도 창원시 의창구 북면 내곡리에 있는, 조선 전기 무신인 최윤덕(1376∼1445) 장군의 생가가 있던 곳으로, 북면 송촌마을 뒷산에 자리잡고 있다. 1995년 5월 2일 경상남도의 기념물 제145호로 지정되었다.

## 개요
조선 전기 무신인 최윤덕(1376∼1445) 장군의 생가가 있던 곳으로, 북면 송촌마을 뒷산에 자리잡고 있다.
장군은 조선 세종 때 무신으로 무과에 급제하여 벼슬에 나아갔다. 세종 1년(1419)에 삼군도통사가 되어 이종무와 함께 대마도를 정벌하였고 후에 공조판서가 되고 평안도절제사가 되었다. 평안도절제사로 있을 때에는 이민족을 격파하여 우의정으로 특진되었다. 세종 17년(1435) 좌의정에까지 오른 장군은 특히 성품이 자애롭고 근검하였다고 한다.
이 터는 주민들이 정승골이라고 부르고 있으며, 계단식 논과 과수원을 경작하고 있다. 그렇지만 집터의 축대로 추측하는 돌을 쌓은 흔적과 우물이었던 자리가 있고, 기와와 자기 조각들이 나오고 있어 장군의 생가터로 추정하고 있다.

## 같이 보기
- 최윤덕

## 참고 자료
- 창원 최윤덕 유허지 - 국가유산청 국가유산포털